# Скандал в Богемии
«Скандал в Боге́мии» (англ. A Scandal in Bohemia) — первый рассказ из серии «Приключения Шерлока Холмса» Артура Конана Дойля. Впервые опубликован в Strand Magazine в 1891 году.
Сам автор поставил этот рассказ на пятое место из дюжины наиболее любимых им рассказов о Шерлоке Холмсе. На русский язык рассказ впервые переведён в 1905 году Ф. Латернером под названием «Скандальная история в княжестве О…».

## Сюжет
К Шерлоку Холмсу обращается скрывающий лицо дворянин, который называет себя графом фон Краммом. Сыщика не обманывает маскарад — он прямо обращается к визитёру «ваше величество» и называет его имя: Вильгельм Готтсрейх Сигизмунд фон Ормштейн, великий князь Кассель-Фельштейнский и наследственный король Богемии. Клиента шантажирует авантюристка Ирэн Адлер: когда-то король и Ирэн были близки, но впоследствии расстались. Теперь монарх собирается жениться на соответствующей его происхождению женщине, а Ирэн угрожает расстроить свадьбу, передав семье невесты компрометирующую фотографию, на которой Ормштейн и она сняты вместе. Король хочет, чтобы Холмс любыми путями добыл эту фотографию. Ранее он уже нанимал взломщиков и грабителей, они перерыли весь дом Ирэн и обыскали её саму, но фотография найдена не была.
Задание не слишком нравится Холмсу, но он принимается за дело. В процессе расследования Холмс, следивший за домом Ирэн в образе лондонского грума и собиравший информацию от «коллег»-конюхов, оказывается в церкви в момент, когда Ирэн и её возлюбленный, адвокат Годфри Нортон, хотят обвенчаться, но священник наотрез отказывается совершать обряд, поскольку у пары нет свидетелей. Появление «случайного посетителя церкви» Холмса решает проблему — его приглашают в качестве свидетеля и он получает от Ирэн золотой соверен за услуги.

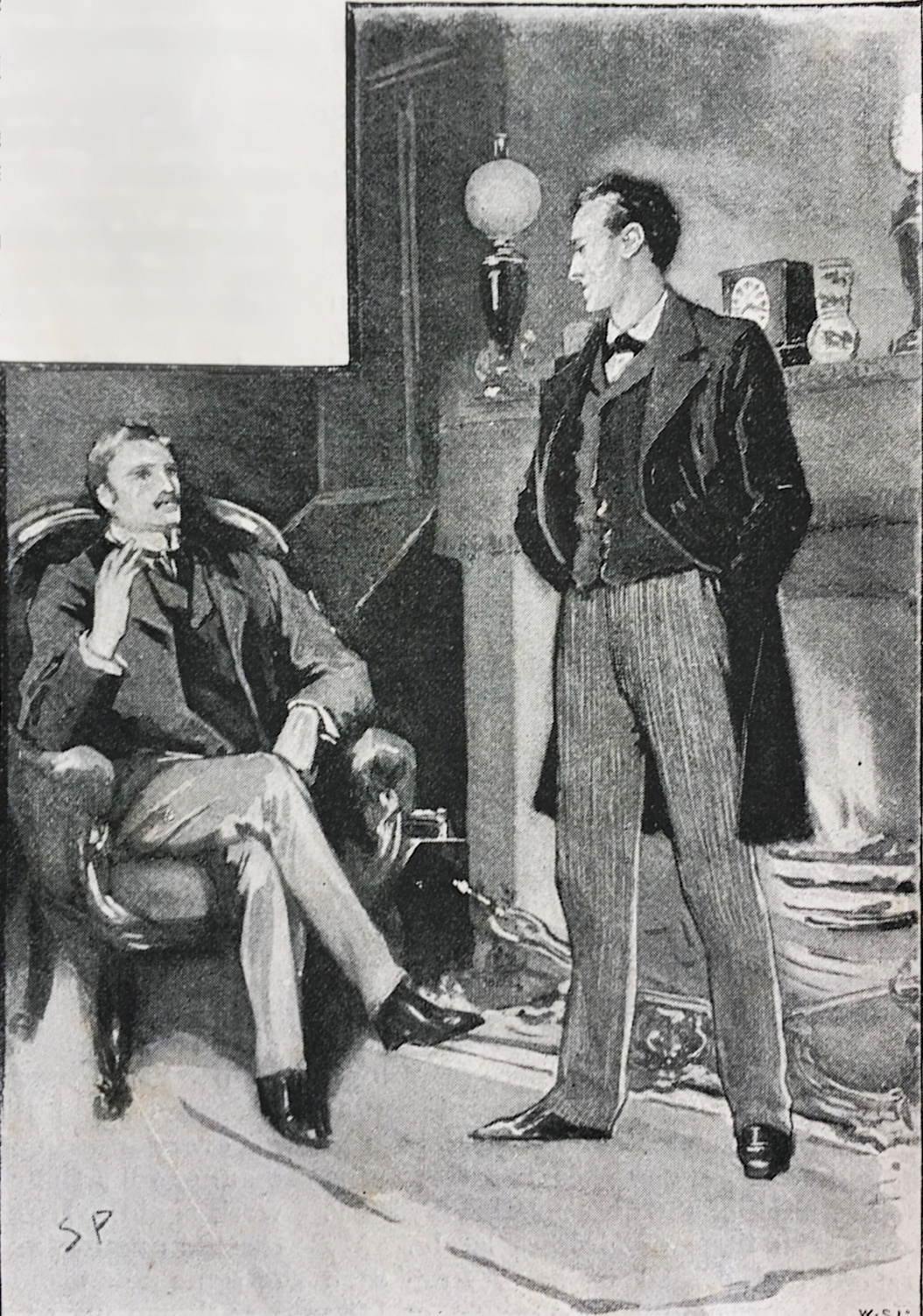
«Когда он стоит у камина». Иллюстрация Сидни Пэджета к этому рассказу, опубликована в журнале «Стрэнд» в июле 1891 года

Переодевшись священником, Холмс с помощью Уотсона и нанятых людей предпринимает отвлекающий манёвр, что позволяет ему проникнуть в дом Ирэн и узнать, где лежит фотография. На следующий день, придя вместе с королём в дом Ирэн, они находят в тайнике лишь письмо от неё. Ирэн пишет, что, выйдя замуж, не собирается более чинить препятствий для брака короля. Искомая фотография отсутствует. Приложенную к письму фотографию, на которой изображена одна Адлер, Шерлок Холмс оставляет себе в качестве платы за не совсем, по его мнению, удачно проведённое дело. Ирэн Адлер навсегда остаётся для Холмса идеалом женщины, единственной, от которой он потерпел поражение, той, которую он называет «Та Женщина» (англ. The Woman).

## Ошибки
Действие в рассказе происходит в марте 1888 года, причём Уотсон упоминает о своей недавней женитьбе. Однако женился он на Мэри Морстен (героине повести «Знак четырёх») в конце 1888-го. К тому же упоминается о поездке Холмса в Одессу в связи с убийством Трепова, тогда как тот умер в 1889 году. Впрочем, эта ошибка объясняется в рассказе биографа Конан Дойла, Джона Диксона Карра, а также сына писателя, Адриана Конан Дойла, «Тайна семи циферблатов», включенного в сборник «Подвиги Шерлока Холмса».

## Факты
- Богемия (Чехия) в описываемый в рассказе период уже не имела собственного монарха — с XVI века эта страна входила в состав государства австрийских Габсбургов. Также не существовало королевства Скандинавия, которым бы правила Саксен-Мейнингенская династия. Реально существовавшая Саксен-Мейнингенская династия правила в одноимённом герцогстве в Тюрингии. Кальмарская уния распалась ещё в XVI в., и все попытки объединить Скандинавские государства в одно дальше планов не заходили, хотя в момент написания рассказа Швеция и Норвегия всё ещё находились в личной унии. Вообще Артур Конан Дойл проявил оригинальность, решив не создавать в духе Энтони Хоупа очередную Руританию «где-то в Карпатах», а ввести в сюжет реальную страну, но с выдуманной династией. По всей вероятности, «альтернативная» Богемия — отсылка к комедии Шекспира «Бесплодные усилия любви». Также возможно, что речь идёт о титулярном короле, так как королевский титул он называет после родового, княжеского. Однако на вопрос Холмса об оплате король отвечает, что «готов отдать за эту фотографию любую из провинций моего королевства», что было бы пустым обещанием, если бы король был титулярным.
- В рассказе отмечена особенность немецкого порядка слов, по которой Холмс устанавливает, что его будущий посетитель — немец: «Такой отзыв о Вас мы отовсюду получили». Холмс сразу отмечает, что «только немцы так бесцеремонно обращаются со своими глаголами», тогда как «француз или русский так не напишет».
- В «Скандале в Богемии» упоминаются несколько расследований Холмса, которые не описаны в произведениях Артура Конан Дойла. Сын писателя и Джон Диксон Карр, работая над сборником «Подвиги Шерлока Холмса», сделали некоторые из этих расследований темами отдельных рассказов. Так, «дарлингтоновскому скандалу» посвящена «Тайна восковых картёжников», а делу, по которому Холмсу пришлось ехать в Одессу, — «Тайна семи циферблатов».
- Описанная в рассказе история произошла в 1879 году с принцем Вильгельмом. Он был вовлечён в интригу, которую против него затеяла его любовница Эмили Клопп. Принц ранее подарил любовнице свою фотографию с подписью и написал ей несколько компрометирующих его записок. Клопп пригрозила Вильгельму публикацией этих посланий, если ей не будет уплачена определённая сумма денег.

## Экранизации
- 1983 — «Сокровища Агры» — советский телесериал, с Василием Ливановым и Виталием Соломиным в главных ролях. Сюжет рассказа вставлен во вторую часть фильма как интермедия.
- 1984 — «Скандал в Богемии» — первый эпизод британского телесериала, с Джереми Бреттом и Дэвидом Бёрком в главных ролях.
- 2001 — «Королевский скандал» — канадский телевизионный фильм, с Мэттом Фрюэром и Кеннетом Уэлшем в главных ролях. Сюжет базируется на рассказах «Скандал в Богемии» и «Чертежи Брюса-Партингтона».
- 2009 — «Шерлок Холмс» — детективный боевик Гая Ричи. В основе лежат произведения Артура Конан Дойла о Шерлоке Холмсе, хотя основной сюжет совершенно оригинален. В фильме встречается Ирэн Адлер.
- 2011 — «Шерлок» — британский телесериал компании Hartswood Films, снятый для BBC Wales. Сюжет основан на произведениях сэра Артура Конан Дойла о детективе Шерлоке Холмсе, однако действие происходит в наши дни. Во втором сезоне в серии «Скандал в Белгравии» появляется Ирэн Адлер.